# Punkreas
Punkreas est un groupe italien de punk rock, originaire de San Lorenzo, Parabiago, dans la province de Milan.

## Histoire
Le 16 janvier 2014, à la veille de la première date d'une tournée au Leoncavallo de Milan, l'ancien guitariste Flaco clarifie sa position concernant le départ du groupe, dans un message posté sur Facebook.
Pour célébrer leur 25e anniversaire, les Punkreas annoncent le XXV Paranoia Domestica Tour et la réédition de leurs quatre premiers disques dans un coffret spécial.
Le 18 mars 2016, le groupe annonce la sortie, le 22 avril, de son dixième album studio intitulé Il lato ruvido (publié par Rude Records, avec la collaboration de Lo Stato Sociale, Modena City Ramblers et Shiva) ; précisément, le choix des collaborations a valu au groupe pas mal de critiques de la part de plusieurs fans, mais, malgré cela, comme il ressort des premières critiques d'autres artistes et critiques et, surtout, des fans toujours fidèles lors des concerts, cela n'a pas affecté le succès et l'esprit du groupe. Douze titres font partie de la nouvelle œuvre, dont cinq sont accompagnés de clips, disponibles sur la chaîne YouTube du groupe. Il s'agit de In fuga, 800588605, Il lato ruvido, Picchia più duro et Salta. Ce dernier single est également publié en exclusivité sur fanpage.co.uk.
En 2018, le groupe sort deux EP : Inequilibrio (Garrincha Dischi / Canapa Dischi) et Instabile (Garrincha Dischi / Canapa Dischi), qui fusionne ensuite (avec l'ajout de trois morceaux bonus) dans leur onzième album, Inequilibrio instabile (Garrincha Dischi / Canapa Dischi), sorti le 25 janvier 2019.
Toujours en 2019, ils collaborent avec le chanteur Auroro Borealo sur son album Adoro Borealo, interprétant avec lui le morceau Avrò sbagliato qualcosa.
Le 27 janvier 2023 sort Le mani in alto, un nouveau single anticipant l'album Electric Déjà-Vu, prévu pour le 31 mars et qui sera suivi de quelques dates dans des clubs en avril. Le 28 mars sort le single Tempi distorti. Durant l'été 2023, l'Electric Déjà-Vu Tour se poursuit à travers l'Italie avec de nombreux concerts de mai à septembre. Le 26 avril 2024, la version deluxe de l'album sort, renommée Electric Déjà-Vu (Reloaded).

## Discographie

### Albums studio
- 1990 : Isterico
- 1992 : United Rumors of Punkreas
- 1995 : Paranoia e potere
- 1997 : Elettrodomestico
- 2000 : Pelle
- 2002 : Falso
- 2005 : Quello che sei
- 2008 : Futuro imperfetto
- 2012 : Noblesse oblige
- 2014 : Radio Punkreas
- 2016 : Il lato ruvido
- 2019 : Inequilibrio Instabile
- 2021 : Funny goes acoustic
- 2023 : Electric Déjà-Vu
- 2025 : Paranoia e Potere remastered

### Albums live
- 2006 : Punkreas Live
- 2010 : Paranoia Domestica Live

### Compilations
- 1997 : Punkreas 90-93
- 2019 : XXX – 1989-2019: The Best

### EP
- 2018 : Inequilibrio
- 2018 : Instabile

### Démo
- 1990 : Isterico

### Singles
- 1990 : Il vicino
- 1995 : La canzone del bosco
- 2000 : Sosta
- 2000 : Voglio armarmi
- 2012 : Polenta e Kebab
- 2012 : Ali di pietra
- 2014 : Il mondo (feat. Piotta)
- 2016 : In fuga (feat. Lo Stato Sociale)
- 2016 : Il Lato Ruvido
- 2018 : Fermati e respira
- 2018 : Inequilibrio
- 2018 : U-Soli
- 2018 : La Verità (feat. Davide Toffolo)
- 2018 : Marta
- 2019 : Sono vivo
- 2020 : Aca' Toro (feat Ska-P)
- 2020 : Bleah
- 2021 : Sosta (Acoustic)
- 2021 : Il Prossimo Show (Acoustic)
- 2022 : Onda d'urto (feat. Bunna)
- 2023 : Le mani in alto
- 2023 : Tempi distorti
- 2024 : Ciao Ciao
- 2024 : Made in Italy

### Collaborations
- 2019 : Avrò sbagliato qualcosa, sur Adoro Borealo d'Auroro Borealo[11]
- 2024 : I miei amici, in Pogo Mixtape Vol. 1 de Finley

### Participations
- 2007 : Diritti N.O.N. Umani - morceau : Solo andata[12]